# Жамбильський сільський округ (Карасуський район)
Жамби́льський сільський округ (каз. Жамбыл ауылдық округі, рос. Жамбыльский сельский округ) — адміністративна одиниця у складі Карасуського району Костанайської області Казахстану. Адміністративний центр — село Жамбил.
Населення — 1011 осіб (2021; 1419 у 2009, 1565 у 1999, 2783 у 1989).
Станом на 1989 рік існували Джамбульська сільська рада (селища Джамбул, Западний) та Павловська сільська рада (селища Лимановка, Павловський, Сніжний), з 1993 року — Жамбильський сільський округ та Павловський сільський округ. Після 2009 року Павловський сільський округ перетворено в Павловську сільську адміністрацію. Село Западне було ліквідоване 2013 року, Жамбильський сільський округ перетворено в Жамбильську сільську адміністрацію. 2019 року до складу Жамбильської сільської адміністрації була включена територія ліквідованої Павловської сільської адміністрації і вона стала округом.

## Склад
До складу округу входять такі населені пункти:
| Населений пункт  | Старі назви | Населення, осіб (1989) | Населення, осіб (1999) | Населення, осіб (2009) | Населення, осіб (2021) |
| ---------------- | ----------- | ---------------------- | ---------------------- | ---------------------- | ---------------------- |
| Жамбил, село     | Джамбул     | 1210                   | 555                    | 568                    | 513                    |
| Западне, село    | Западний    | 85                     | 72                     | 8                      | -                      |
| Лимановка, село  | -           | 186                    | 32                     | -                      | -                      |
| Павловське, село | Павловський | 1247                   | 906                    | 843                    | 498                    |
| Сніжний, село    | -           | 55                     | 0                      | -                      | -                      |